# شاهرخ‌آباد (کرمان)
شاهرخ‌آباد ، روستایی از توابع بخش مرکزی شهرستان کرمان در استان کرمان ایران است.

## جمعیت
این روستا در دهستان زنگی‌آباد قرار داشته و براساس آخرین سرشماری مرکز آمار ایران که در سال ۱۳۹۵ صورت گرفته، جمعیت آن ۱٬۶۵۰ نفر (۴۸۳خانوار) بوده‌است.